# John Marvin Jones
John Marvin Jones, född 26 februari 1886 i Cooke County, Texas, död 4 mars 1976 i Amarillo, Texas, var en amerikansk demokratisk politiker och jurist.
Han inledde 1907 sin karriär som advokat i Amarillo. Han var ledamot av USA:s representanthus från Texas 1917–1940. USA:s president Franklin D. Roosevelt utnämnde honom 1940 till en federal domstol som hette United States Court of Claims. Han var domstolens chefsdomare 1947–1964.
Jones grav finns på Llano Cemetery i Amarillo i Texas.